# Phyllophaga mitlana
Phyllophaga mitlana är en skalbaggsart som beskrevs av Saylor 1943. Phyllophaga mitlana ingår i släktet Phyllophaga och familjen Melolonthidae. Inga underarter finns listade i Catalogue of Life.